# Anders Arfwedson (ämbetsman)
Anders Jonas Arfwedson, född 26 mars 1940 i Engelbrekts församling, Stockholms stad, är en svensk ämbetsman och tidigare moderat statssekreterare. Han tillhör släkten Arfwedson.
Arfwedson avlade filosofie kandidatexamen vid Uppsala universitet 1966 och var därefter förbundssekreterare i Högerns ungdomsförbund 1966–1969 och politisk sekreterare i Moderata samlingspartiet 1969–1970. Han har ägnat större delen av sitt yrkesliv åt utbildnings- och kulturfrågor. Åren 1970–1976 var Arfwedson anställd på Sveriges akademikers centralorganisation som sektionschef för utbildnings- och arbetsmarknadsfrågor. Därefter var han 1976–1978 och 1979–1981 statssekreterare på Utbildningsdepartementet under Britt Mogårds tid som skolminister, i två borgerliga regeringar ledda av Torbjörn Fälldin. Åren 1979 och 1981–1983 var Arfwedson departementsråd vid Utbildningsdepartementet. Åren 1984–2000 arbetade han i Paris som biträdande generaldirektör vid Förenta nationernas organisation för utbildning, vetenskap och kultur.